# كاثي لو شولتز
كاثي لو شولتز (بالإنجليزية: Kathy Lou Schultz) (1966)؛ كاتِبة وشاعرة أمريكية.